# Anemia aurita
Anemia aurita är en ormbunkeart som först beskrevs av Olof Peter Swartz, och fick sitt nu gällande namn av Olof Peter Swartz. Anemia aurita ingår i släktet Anemia och familjen Anemiaceae. Inga underarter finns listade.